# Михальченко Олександр Іванович
Олександр Іванович Михальченко (15 квітня 1935, село Абрамівка, тепер Вишгородського району Київської області — ?) — радянський державний діяч, міністр монтажних та спеціальних будівельних робіт СРСР, міністр спеціального будівництва та монтажних робіт СРСР. Кандидат технічних наук. Дійсний член Російської інженерної академії, Міжнародної інженерної академії, Академії будівництва України.

## Біографія
Народився в селянській родині.
У 1953—1958 роках — студент Львівського державного політехнічного інституту, інженер-механік.
У 1958—1961 роках — майстер, виконроб спеціального монтажного управління «Союзкисеньмонтаж» тресту «Металургпрокатмонтаж» Міністерства будівництва РРФСР у Москві. У цей період кілька років брав участь у будівництві космодрому Плесецьк.
У 1961—1968 роках — старший виконроб, начальник особливого монтажного управління «Союзкисеньмонтаж» Головметалургмонтажу Міністерства монтажних та спеціальних будівельних робіт СРСР. 
Член КПРС з 1965 року.
У 1968—1973 роках — керуючий тресту «Союзкисеньмонтаж».
У 1973—1980 роках — заступник начальника — головний інженер Головметалургмонтажу Міністерства монтажних та спеціальних будівельних робіт СРСР.
У 1980—1984 роках — начальник Головметалургмонтажу Міністерства монтажних та спеціальних будівельних робіт СРСР.
У 1984 році — заступник міністра монтажних та спеціальних будівельних робіт СРСР. У 1984 — 17 липня 1989 року — перший заступник міністра монтажних та спеціальних будівельних робіт СРСР.
17 липня 1989 — 1 квітня 1991 року — міністр монтажних та спеціальних будівельних робіт СРСР.
1 квітня — 28 серпня 1991 року — міністр спеціального будівництва та монтажних робіт СРСР. 28 серпня — 26 листопада 1991 року — в.о. міністра спеціального будівництва та монтажних робіт СРСР.
У грудні 1991—1992 роках — президент Державної корпорації «Мінмонтажспецбуд».
З 1992 року — генеральний директор ВАТ «Корпорація «Монтажспецбуд»» у Москві.

## Нагороди
- орден «За заслуги перед Вітчизною» IV ст. (Російська Федерація)
- орден Дружби (Російська Федерація)
- два ордени Трудового Червоного Прапора
- два ордени «Знак Пошани»
- Державна премія СРСР
- Заслужений будівельник РРФСР
- Заслужений інженер Росії